# Appana alambica
Appana alambica är en fjärilsart som beskrevs av M.Gaede 1915. Appana alambica ingår i släktet Appana och familjen nattflyn. Inga underarter finns listade i Catalogue of Life.